# Johann Georg von Bendeleben
Johann Hans Georg von Bendeleben (* um 1630 in Bendeleben; † 20. August 1689 an der Morava) war ein deutscher Offizier aus dem Adelsgeschlecht Bendeleben.

## Biografie
Bendeleben stammte aus dem sehr alten Adelsgeschlecht Bendeleben und er war der Sohn des Rittergutsbesitzers Hans Heinrich von Bendeleben in Kannawurf Thüringen. In jungen Jahren begann er eine militärische Laufbahn.
1653 und 1654 wurde er als Capitain der stadtbremischen Soldateska genannt. Um 1654/55 erfolgte seine Beförderung zum Major. 1666 kämpfte er als Oberstleutnant im Zweiten Bremisch-Schwedischen Krieg. Er führte eine Kompanie mit 224 Mann. 1866 verhandelte er in Stade für den Bremer Rat mit dem schwedischen Oberbefehlshaber und Reichsfeldherrn Carl Gustav Wrangel. Hierbei ging es u. a. um Auseinandersetzungen zwischen dem Bremer Rat und dem früheren Bremer Bürgermeister und nunmehr königlich-schwedischen Geheimrat Statius Speckhan. 1668 organisierte er (wie schon 1664) das Große Feuerwerk zur Erinnerung an den Frieden zu Habenhausen vermutlich am Werder nahe zur Weser und zum Stadtgraben bei der Bremer Neustadt. 1672 schieb er: „Nun ist es […] daß ich mich schlechtens Vermögens halber, von Jugend auff im Kriege auffgehalten, wie ich dann Ao. 1654 in Brehmen Bestallung empfangen, und in die acht Jahr daselbst Obriste Leutnant Charge und Vice-Commendantens Stelle vertreten habe. Weil nur aber einer, welcher der Reformirten Religion zugethan, vorgezogen werden wollen, habe ich abgedancket. ...“

Danach trat er in das kaiserliche Heer ein. Er wurde Oberst der Artillerie. Er kämpfte unter Feldmarschall Markgraf Ludwig Wilhelm von Baden-Baden, genannt der Türkenlouis, in den Türkenkriegen. Bei einer Gegenoffensive der Türken beim Großen Türkenkrieg wurde sein verschanztes Lager überrannt und er fiel an der Morava.